# Rhynchospora divaricata
Rhynchospora divaricata är en halvgräsart som först beskrevs av William Hamilton, och fick sitt nu gällande namn av Mark T. Strong. Rhynchospora divaricata ingår i släktet småag, och familjen halvgräs. Inga underarter finns listade i Catalogue of Life.